# Myoblast
Ein Myoblast (von griechisch μῦς, mys „Muskel“, βλάστος, blastos „Keim“), auch Sarkoblast (griech. σάρξ, sárx „Fleisch“), ist eine spindelförmige Vorläuferzelle der Skelettmuskelfasern bei Embryonen. Myoblasten entwickeln sich aus Prämyoblasten im Myotom und diese stammen vom mittleren Keimblatt (Mesoderm) ab.
Myoblasten synthetisieren die Myofilamente Aktin und Myosin; im Unterschied zu den späteren Muskelfasern hat ein Myoblast nur einen einzigen Zellkern. Fusogene Proteine vermitteln Zellfusionen, durch die aus Myoblasten vielzellige Myotuben entstehen, aus denen schließlich die definitiven Muskelzellen und differenzierte Muskelfasern hervorgehen.
Nach der Geburt wird ein Wachstum des Muskels, zum Beispiel durch Training, vorwiegend durch eine Größenzunahme (Hypertrophie) bestehender Muskelfasern erreicht, nicht durch Vermehrung (Hyperplasie) von Muskelzellen. Doch ist in begrenztem Umfang eine Neubildung von Muskelzellen bzw. Muskelfasern durch Myoblasten  möglich. Die nach der Geburt unter der Basalmembran der Skelettmuskelfasern sitzenden Myoblasten werden als Satellitenzellen bezeichnet. Diese adulten Stammzellen im ausgewachsenen Muskel können bei Verletzungen aktiviert werden und sich teilen; Abkömmlinge ihrer Tochterzellen können dann durch Fusion Muskelzellen bilden und beispielsweise nach Muskelfaserrissen den Muskel wieder instand setzen. Da die Erneuerungsfähigkeit aber beschränkt ist, vernarbt eine Muskelverletzung allerdings häufig bindegewebig.

## Klinische Aspekte
Die Transplantation von Myoblasten in abgestorbene Herzmuskelareale nach einem Herzinfarkt ist gegenwärtig Gegenstand intensiver wissenschaftlicher Untersuchungen.
Gutartige Tumoren der Quergestreiften Muskulatur bezeichnet man wegen der Myoblasten-ähnlichen Zellen als Myoblastenmyom.